# Тюринзьке герцогство
Тюринзьке герцогство (нім. Herzogtum Thüringen) — східна прикордонна марка меровінзького королівства Австразія, заснованого близько 631 року королем Дагобертом I після того, як його війська зазнали поразки від сил слов'янської конфедерації Само в битві під Вогатізбургом. Герцогство було відтворене в Каролінзькій імперії, де його герцогів призначав король, поки його не поглинуло більш могутнє Саксонське герцогство в 908 році. Приблизно в 1111/12 році на території колишнього Тюринзького герцогства було засноване Тюринзьке ландграфство (нім. Landgrafschaft Thüringen), яким правили ландграфи як незалежні князі Священної Римської імперії. Коли останній незалежний правитель Тюрингії Фрідріх IV помер у 1440 році, територія ландграфства перейшла до його племінника, курфюрста Саксонського Фрідріха II.

## Історія

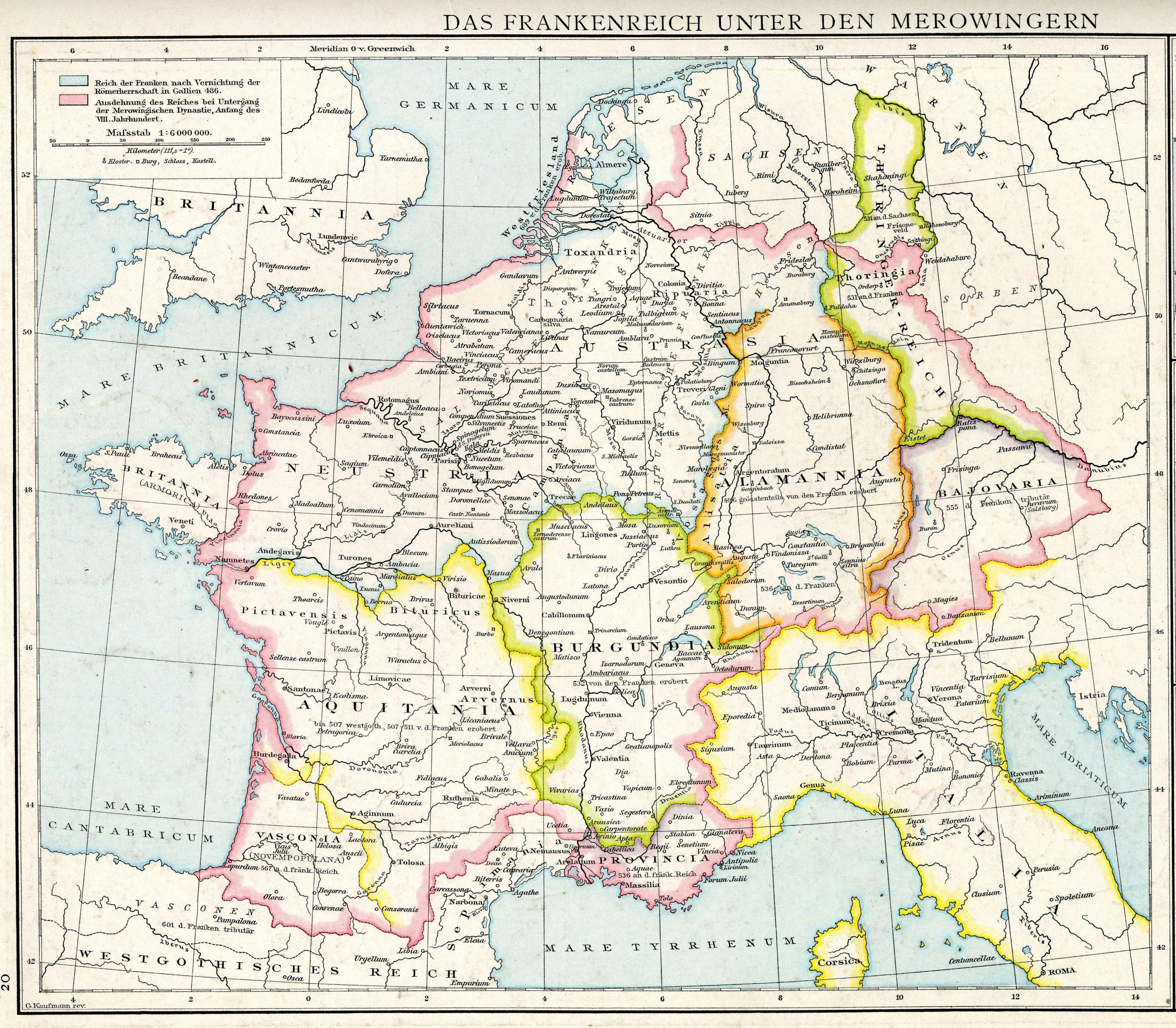
Франція близько 486 р. з Тюрингією на сході

Королівство тюрингів виникло під час періоду переселення народів після занепаду Гунської імперії в Центральній Європі в середині V століття, кульмінацією якого стала поразка гунів у битві при Недао 454 року. Задокументовано, що близько 500-го року Бізін був першим тюринзьким королем, який правив великою територією, що простягалась на південь за річку Майн. Його син і наступник Герменефред одружився з Амалабергою, племінницею остготського короля Теодоріха Великого, тим самим застрахувавши загрозу вторгнення меровінзьких франків з заходу. Однак після смерті Теодоріха у 526 році, франки скористалися нагодою, щоб вторгнутися в землі тюрингів та зрештою здобули перемогу в битві 531 року на річці Унструт. Теодоріх Реймський оточив Германафріда в Цюльпіху (Tolbiacum), де останній тюринзький король був убитий. Його племінниця, остання представниця тюринзької королівської династії принцеса Радегунд була викрадена королем Хлотарем I, згодом стала абатисою і померла у 586 році.
Тюринзьке королівство було розділене: територія на північ від гірського хребта Гарц була заселена саксонськими племенами, а франки переселилися в південні частини вздовж річки Майн. Територія на схід від річки Заале залишилась поза контролем франків і була захоплена полабськими слов'янами.

### Меровінзьке герцогство

Тюрингія в складі Франкської імперії

Першим задокументованим герцогом (dux) франкської Тюрингії був місцевий дворянин на ім'я Радульф, призначений королем Дагобертом на початку 630-х років. Радульф зміг захистити франкський кордон уздовж річки Заале на сході від слов'янських набігів. Однак, згідно з Хронікою Фредегара, у 641/2 його перемоги «закрутили йому голову» і він об'єднався із слов'янським князем Само та повстав проти наступника Дагоберта, короля Сігіберта III, зайшовши так далеко, що оголосив себе королем (rex) Тюрингії. Каральна експедиція під проводом франкського мажордома Грімоальда зрештою провалилася, і Радульф зміг зберегти своє напівнезалежне становище. Його спадкоємці з місцевої герцогської династії, Хеденен I та Хеденен II, підтримували місіонерську діяльність у герцогстві, але, здається, втратили свою владу над Тюрингією після піднесення Піпінідів на початку VIII століття. Конфлікт із Карлом Мартелом близько 717–19 рр. поклав край автономії.
У 849 році східна частина Тюрингії була організована як Лужицький вал (limes Sorabicus), або Лужицька марка, і передана герцогу на ім'я Тахульф. В Анналах Фульди його титул dux Sorabici limitis, «герцог сорбського кордону», але він і його наступники були широко відомі як duces Thuringorum, «герцоги тюрингів», оскільки вони почали встановлювати свою владу над старим герцогством. Після смерті Тахульфа в 873 році сорби підняли повстання, і його наступником став його син Радульф. У 880 році король Людовик III замінив Радульфа на Поппо, можливо його родича. Поппо розпочав війну з Саксонією в 882 році, а в 883 році він і його брат Егіно вже вели громадянську війну за контроль над Тюрингією, в якій останній здобув перемогу. Проте Егіно помер у 886 році, і Поппо відновив свій контроль над Тюрингією. У 892 році король Арнульф Каринтійський замінив Поппо на Конрада. Дім Конрада, Конрадіни, незабаром ворогував з домом Поппо, Бабенбергами. Але правління Конрада було коротким, можливо, тому, що йому не вистачало місцевої підтримки. Його замінив Бурхард, титул якого в 903 році був marchio Thuringionum, «маркграф тюрингів». Бурхард мав захищати Тюрингію від вторгнень угорців, але зазнав поразки та загинув у битві 3 серпня 908 р. Він став останнім відомим герцогом Тюрингії. Герцогство було найменшим із так званих «племінних герцогств» і після смерті Бурхарда поглинене Саксонією, коли сини Бурхарда були остаточно вигнані герцогом Генріхом Птахоплавом у 913 році. Тюрингі залишалися окремим народом, і в середні віки їхня земля була організована як Тюринзьке ландграфство.

### Ландграфство

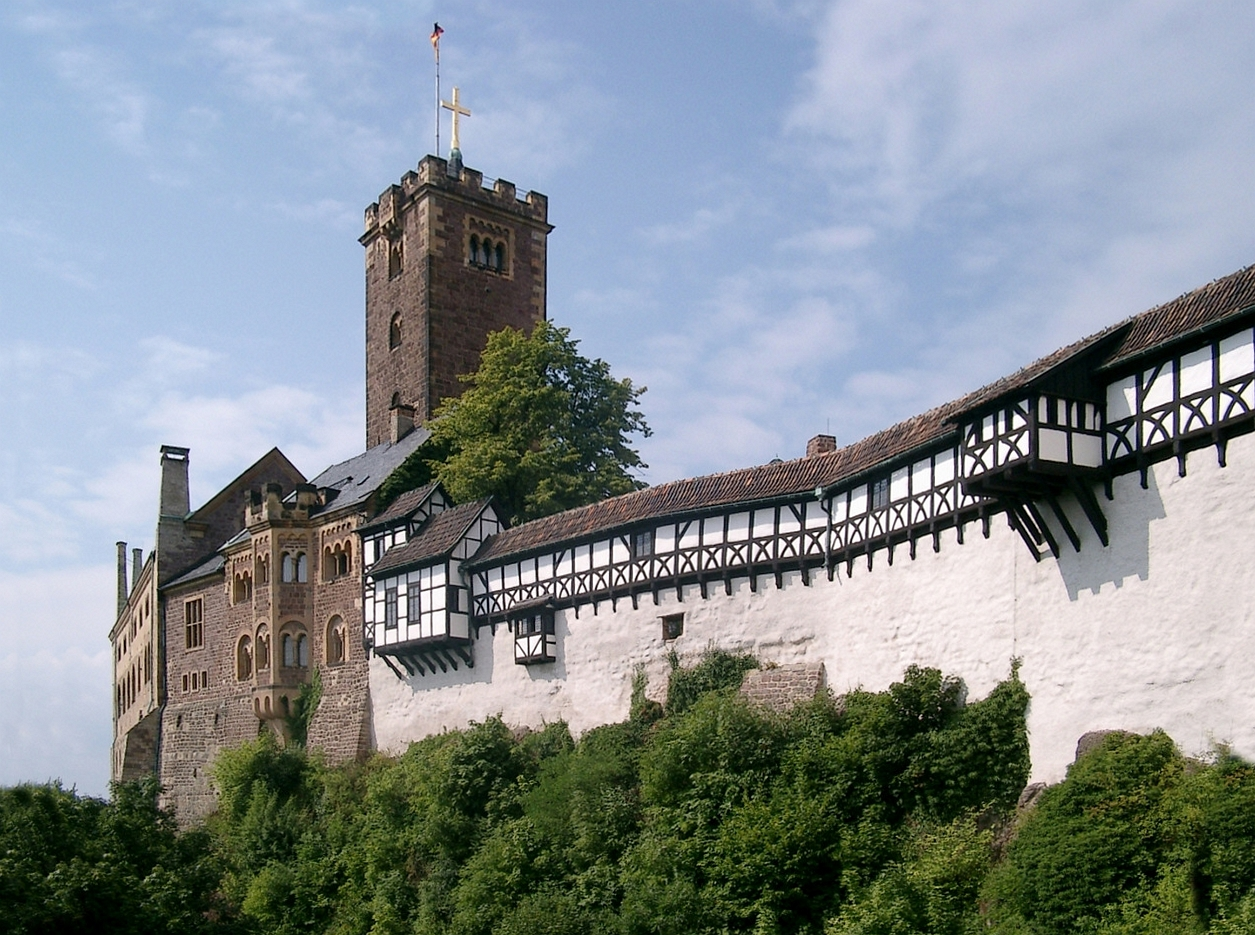
Замок Вартбург

Тюринзьке ландграфство в складі імперії приблизно в середині XIII ст.

Окремого Тюринзького герцогства не існувало під час появи в X столітті Німецького королівства зі Східної Франкії. Значні частини тюринзької території контролювали графи Веймарські та маркграфи Майсенські. За словами середньовічного хроніста Титмара Мерзебурзького, герцогом Тюрингії був призначений маркграф Еккард I (пом. 1002). Після його вбивства у 1002 році, граф Веймарський Вільгельм II виконував функції представника Тюрингії перед імператором Генріхом II. У 1111/12 граф Герман I Вінценбурзький задокументований як тюринзький ландграф, це перша згадка про відокремлення Тюрингії від Саксонії, однак пізніше його було позбавлено феодальних прав, оскільки він став на бік папства під час суперечки про інвеституру.

Тим часом західнофранконський аристократ Людвіг Стрибун (1042—1123) заклав фундамент для зведення замку Вартбург, що став резиденцією його нащадків, які, починаючи з його сина Людвіга I у 1131 році призначались тюринзькими ландграфами. Людвіг I одружився з західнофранкською графинею Гедвігою Гуденсберзькою і став спадкоємцем великих володінь у Тюрингії та Гессені. Близький союзник короля Німеччини Лотаря II в його боротьбі проти зростаючої династії Гогенштауфенів, він був призначений ландграфом Тюрингії в 1131 році. Династія зберігала ландграфство протягом запеклої боротьби між королівськими родинами Гогенштауфенів і Вельфів, час від часу переходячи на той чи інший бік відповідно до обставин.

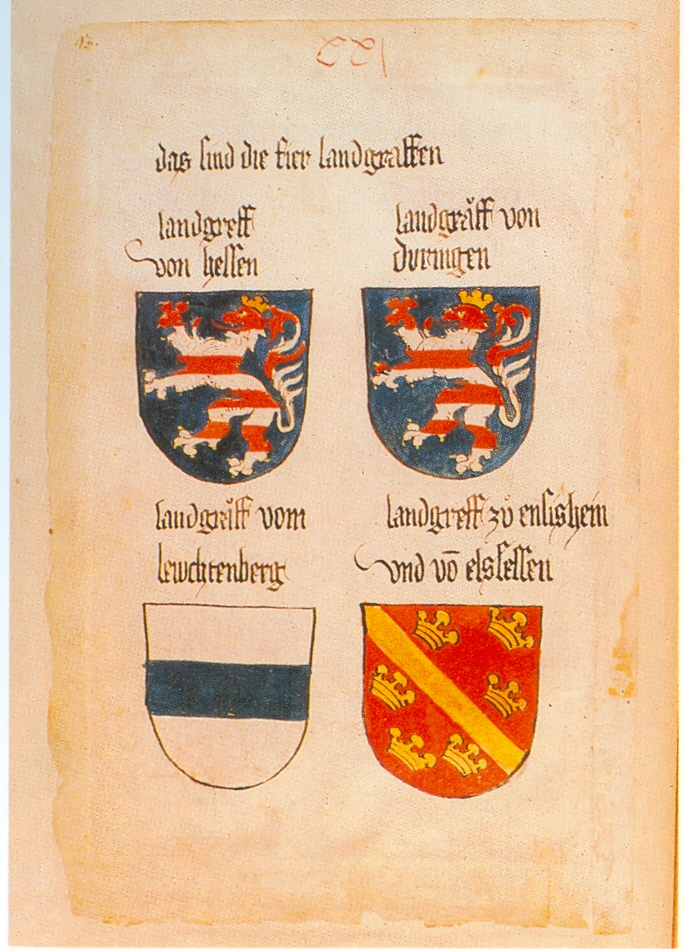
Герби Гессенського і Тюринзького ландграфств (верхній ряд), Codex Ingeram, c. 1459

Окрім замку у Вартбурзі, ландграфи з династії Людовінгів збудували у своїх гессенських маєтках інші розкішні резиденції, як-от замок Нойенбург («Новий замок») поблизу Фрайбурга та замок у Марбурзі. У «Золотий вік» під правлінням в Священній Римській імперії Гогенштауфенів, Тюрингія стала осередком культури Середньої Верхньої Німеччини, уособленням якої є легендарне змагання мінезингерів Зенгеркриг у Вартбурзі або служіння святої Єлизавети, доньки короля Угорщини Андрія II. Коли ландграф Людвіг IV одружився з нею в 1221 році, династія Людовінгів стала одним з наймогутніших феодальних домів Священної Римської імперії. Під владою ландграфів міські привілеї були надані Мюльгаузену та Нордгаузену, які стали вільними імперськими містами, тоді як найбільше місто Ерфурт залишалося володінням Майнцького курфюрства. Ландграфи підтримували тісні зв'язки з Тевтонськими лицарями і орден створив кілька комтурств на схід від Заале, як-от в Альтенбурзі та Шляйці, з адміністративним центром тюринзького баллея в Цветцені поблизу Єни.
У 1242 році останній тюринзький ландграф Генріх Распе був призначений управителем Німеччини імператором Фрідріхом II Гогенштауфеном, резиденція якого знаходилась далеко в Італії на Сицилії. Проте, коли у 1246 році Фрідріх був скинутий Папою Інокентієм IV, Генріх заручився підтримкою архієпископів Зигфріда III Майнцького та Конрада Кельнського і сам був цього ж року обраний німецьким антикоролем. Його правління залишалося спірним і він висміювався як «попівський король» (rex clericorum). Хоча Генріх Распе зміг перемогти війська сина Фрідріха Конрада IV, незабаром в 1247 році він помер. На його спадщину претендували як веттінський маркграф Майсенський Генріх III, син Юдіт Тюринзької, так і герцогиня Софія Тюринзька, донька покійного ландграфа Людвіга IV, і цей конфлікт призвів до Війни за тюринзьку спадщину.
У результаті в 1264 році Генріх Майсенський отримав основну частину Тюрингії, тоді як гессенські володіння ландграфів були відокремлені як Гессенське ландграфство під правлінням сина Софії Генріха I. Майсенські маркграфи династії Веттінів зберегли ландграфський титул. Після смерті маркграфа Фрідріха III Майсенського його молодші брати поділили свою спадщину в 1382 році під час поділу Хемніца, за яким Тюрингія перейшла до Бальтазара. Після смерті ландграфа Фрідріха IV у 1440 році Тюрингія перейшла до його племінника, курфюрста Фрідріха II Саксонського. Конфлікт щодо спадщини з його братом Вільгельмом III призвів до поділу Альтенбурга в 1445 році та саксонської братовбивчої війни за землі Веттінів. Землі Тюрингії відійшли до Вільгельма III, і коли він помер бездітним у 1482 році, курфюрст Саксонський Ернест успадкував ландграфство, об'єднавши під своєю владою землі Веттінів. Після Лейпцизького договору 1485 року Тюрингія розділилася на саксонські Ернестинське та Альбертинське герцогства.

## Правителі

### Герцоги
«Старше» племінне герцогство
- 632—642 Радульф (I)
- 642—687 Хеден І
- 687—689 Гозберт
- 689—719 Хеден II

«Молодше» племінне герцогство
- 849—873 Тачульф
- 874—880 Радульф (II)
- 880—892 Поппо
- 882—886 Егіно (в опозиції)
- 892—906 Конрад
- 907—908 Бурхард

### Ландграфи
- 1111/12 Герман з Вінценбурга

Людовінги
- 1131—1140 Людвіг I
- 1140—1172 Людвіг II
- 1172—1190 Людвіг III
- 1190—1217 Герман І
- 1217—1227 Людвіг IV
- 1227—1241 Герман II
- 1241—1247 Генріх Распе

Веттіни
- 1247—1265 Генріх III, маркграф Майсена
- 1265—1294 Альберт II, маркграф Майсена 1288—1292

придбаний німецьким королем Адольфом у 1294—1298 роках
- 1298—1323 Фрідріх I, маркграф Майсенський, разом зі своїм братом
  - 1298—1307 Теодоріх IV, ландграф Лужиці
- 1323—1349 Фрідріх II, маркграф Майсена
- 1349—1381 Фрідріх III разом зі своїми братами
  - 1349—1382 Вільгельм I
  - 1349—1406 Бальтазар, єдиний правитель з 1382 року
- 1406—1440 Фрідріх IV

## Подальше читання
- Gerd Tellenbach. Königtum und Stämme in der Werdezeit des Deutschen Reiches. Quellen und Studien zur Verfassungsgeschichte des Deutschen Reiches in Mittelalter und Neuzeit, vol. 7, pt. 4. Weimar, 1939.